# アラブ首長国連邦軍
アラブ首長国連邦軍（アラブしゅちょうこくれんぽうぐん、アラビア語: القوات المسلحة لدولة الإمارات العربية المتحدة, ラテン文字転写: Al-Quwwāt al-Musallaḥa li-Dawlat al-ʾImārāt al-ʿArabīyyah al-Muttaḥidah,英語: Union Defence Force）は、アラブ首長国連邦陸軍、アラブ首長国連邦海軍、アラブ首長国連邦空軍を含むアラブ首長国連邦の軍隊である。
陸軍、海軍、空軍、防空軍、準軍事組織の警察軍を含む連邦軍は国防軍と呼ばれ、アブダビ、ドバイ、ラアス・アル＝ハイマの3首長国は首長国軍を保有しており、UDFから地域コマンドと呼ばれている。これらを総称して連邦軍と呼ばれる。

## 歴史
1971年12月22日に、それまでイギリスが保有していたトルーシャル・オマーン偵察隊を引き継ぐ形で成立した。
2015年にアラブ首長国連邦軍にとって初の海外基地を設置することでエリトリアと合意し、イエメン内戦への介入拠点ともされ、これによりアッサブにUAEの保有するフランス製のミラージュ2000戦闘機や中国製の翼竜無人攻撃機などが展開された。
2016年からリビア東部のアル・カディムにも2014年リビア内戦に介入するために駐留し、基地にはUAEの保有するCOIN機のエアトラクターAT-802と翼竜無人機などが展開された。
2017年にはソマリランドとも海外基地の開設で合意した。

## アラブ首長国連邦陸軍

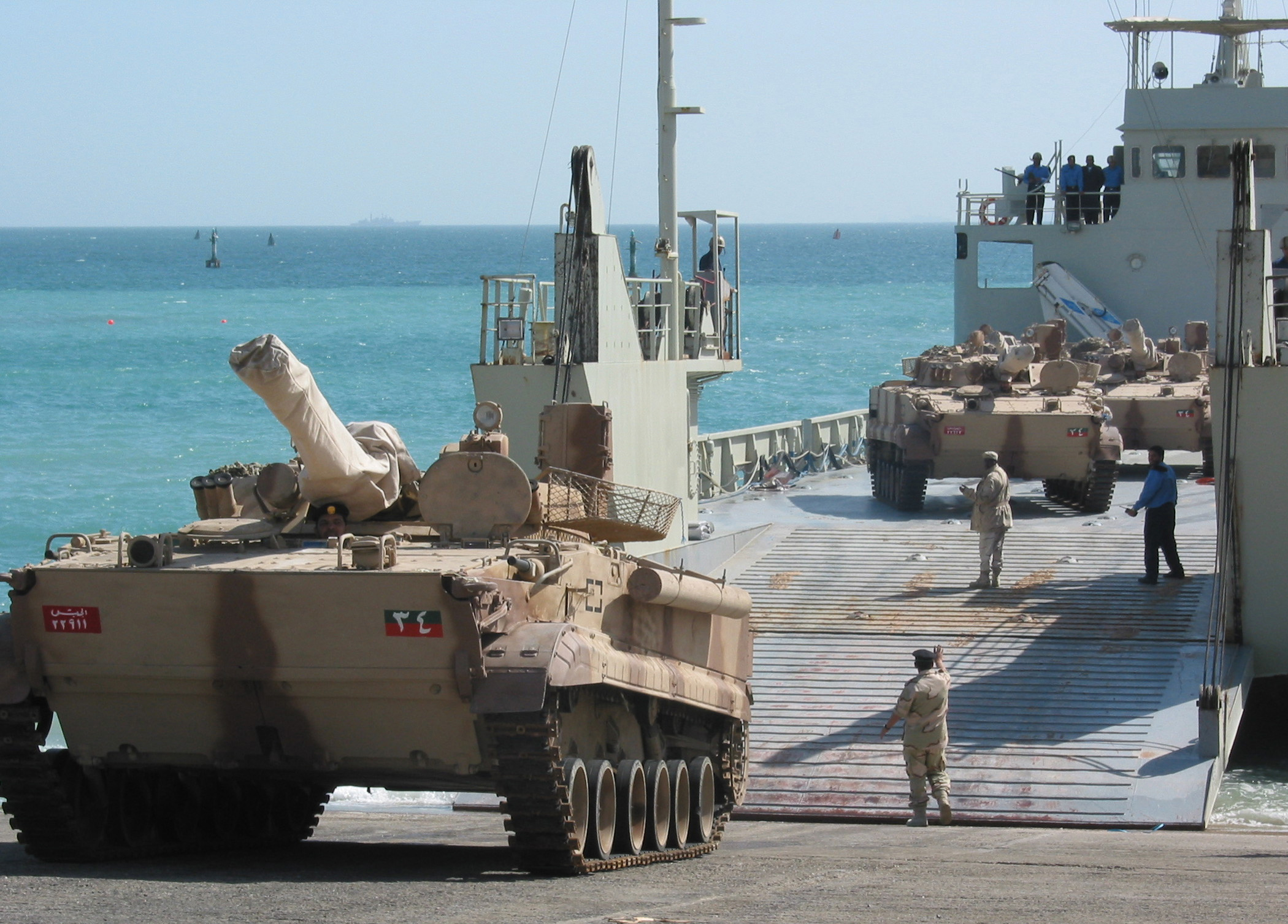
クウェート防衛に派遣されるBMP-3

アラブ首長国連邦陸軍は64,000人の兵力を保有する。陸軍の主な任務は国の防衛である。

### 装備

#### 小火器
- カラカル
- SIG SAUER P320
- FN ブローニング・ハイパワー
- H&K P7
- SIG SAUER P226
- H&K MP5
- CAR 816（英語版）
- AK-47
- FA-MAS
- FN FAL
- H&K G3
- M4カービン
- M16A4
- 91式歩槍
- HK23
- H&K MG5（英語版）
- ミニミ軽機関銃
- M249軽機関銃
- ブローニングM2重機関銃
- M107
- ロバエフ　スナイパーライフル（英語版）
- H&K PSG1
- CSR 50（英語版）
- M203 グレネードランチャー
- FGM-148 ジャベリン
- 9M113
- カールグスタフ
- Roketsan Cirit（英語版）

#### 車両
- ルクレール  ×354
- FV101 スコーピオン ×76
- パトリアAMV ×45
- EE-11 ×120
- BTR-3 ×90
- VAB装甲車 ×20
- Panhard VCR（英語版） ×82
- Otokar-Al Jassor Rabdan（英語版）  ×700
- FNSS ACV-15（英語版） ×136
- BMP-3 ×652
- BMC Kirpi
- マックスプロ MRAP ×3375
- M-ATV ×750
- Nimr Jais（英語版） ×250-500
- ケイマン MRAP    ×1150
- RG-31  ×253
- フクス装甲兵員輸送車  ×32
- Nimr Ajban（英語版） ×350-500
- Nimr Hafeet（英語版）×675
- ハンヴィー  ×150-200
- Polaris RZR（英語版）
- MZKT-74135（英語版）×40
- MAN SX（英語版）
- Tatra 816（英語版）
- Oshkosh M1070（英語版） ×20

#### 砲
- Mk F3 155 mm（英語版） ×18
- G6 155mm自走榴弾砲 ×78
- AH4 howitzer（英語版）×6
- M109 155mm自走榴弾砲 ×87
- L118 105mm榴弾砲 ×73
- 59式 130mmカノン砲 ×20
- HIMARS ×32
- ジョバリア多連装ロケット発射機×8
- TRG-300（英語版）×3
- T-122 Sakarya（英語版） ×48
- SR-5（英語版）×5
- K239 ×12
- BM-21 ×48
- BM-30 ×6

#### 防空兵器
- MIM-23 ×343
- MIM-104 ×12
- KM-SAM ×12
- パーンツィリ-S1 ×50
- THAADミサイル ×2

## アラブ首長国連邦海軍
アラブ首長国連邦海軍は海兵隊と沿岸警備隊を傘下においておりこれらを含めて2,500人の兵力を保有している。

## アラブ首長国連邦空軍

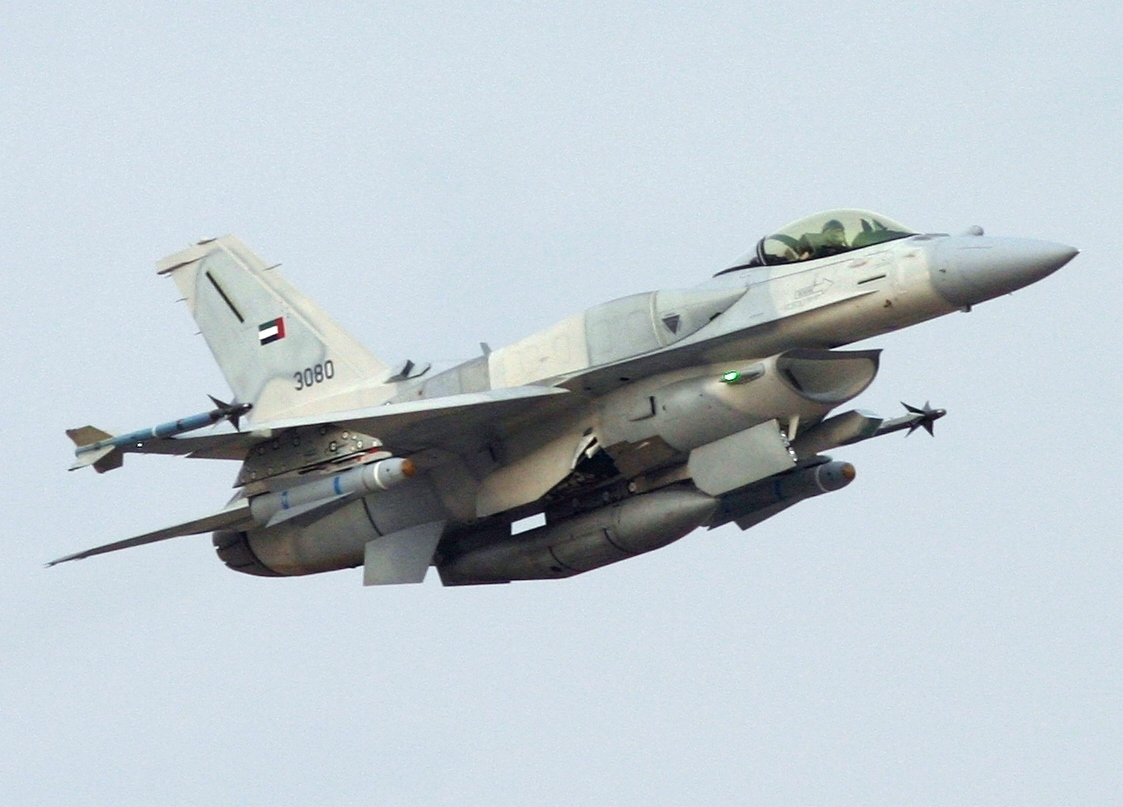
空軍のF-16戦闘機

アラブ首長国連邦空軍は4,000人の人員を保有する。装備する航空機はアメリカ、フランス、イギリスなどさまざまな国から購入している。

### 装備[6]

#### 戦闘機
- F-16E ×55
- ミラージュ2000-9/EAD/RAD ×44
- AT-802（英語版） ×20
- ラファール ×80 (調達中)

#### 対潜哨戒機・早期警戒管制機・偵察機
- グローバルアイ ×3
- グローバル6000 ×2
- デ・ハビランド・カナダ DHC-8 ×2
- ボンバルディア チャレンジャー 600 x2

#### 給油機
- エアバス A330 MRTT ×2

#### 輸送機
- C-17 ×8
- C-130H/L-100 ×8
- CASA CN-235 ×9
- デ・ハビランド・カナダ DHC-6 ×1
- キングエア350 ×2
- クエスト コディアック ×1
- PAC P-750（英語版）×1
- ピアッジョ P.180 アヴァンティ ×2

#### 練習機
- F-16F ×21
- ミラージュ2000-9DAD ×15
- アエルマッキ MB-339 ×12
- ピラタス PC-7 ×31
- ピラタス PC-21 ×25
- BAe ホーク ×12
- B-250（英語版）24調達中
- グロプ G 115 ×12
- ビーチクラフト キングエア ×3

#### 回転翼機
- アグスタウエストランド AW139 ×8
- ベル 407 ×14
- ベル 412 ×5
- AS 350  ×3

#### 無人機
- Denel Dynamics Seeker（英語版） ×11
- MQ-1
- 翼竜II
- バイラクタル TB2

### 統合航空司令部

#### 偵察機
- セスナ 208  ×13
- デ・ハビランド・カナダ DHC-6 ×3

#### 輸送機
- デ・ハビランド・カナダ DHC-6  ×7

#### 回転翼機
- AH-64D/E  ×30
- AS 565  ×12
- アグスタウエストランド AW139 ×5
- ベル 407 ×29
- CH-47C+/F  ×28
- AS 350 ×15
- AS 332 ×8
- UH-60 ブラックホーク ×80

## 準軍事組織

### アラブ首長国連邦警察軍
アラブ首長国連邦警察軍は、国境警備や国内の治安維持にあたっている。

### 首長国軍
- アブダビ国防軍
- ドバイ国防軍
- ラアス・アル＝ハイマ国防軍